# Simorcus coronatus
Simorcus coronatus är en spindelart som beskrevs av Simon 1907. Simorcus coronatus ingår i släktet Simorcus och familjen krabbspindlar. Inga underarter finns listade i Catalogue of Life.